# Utricularia lloydii
Utricularia lloydii är en tätörtsväxtart som beskrevs av Merl. Utricularia lloydii ingår i släktet bläddror, och familjen tätörtsväxter. Inga underarter finns listade i Catalogue of Life.